# Egyesülési szerződés (Nagy-Britannia)
A Treaty of Union annak a megállapodásnak a neve, mely Nagy-Britannia Egyesült Királyságának a megalakulásához vezetett; politikai uniót hozott létre Anglia és Skócia között. A szerződés 1707. május 1-jén lépett hatályba. Részleteiről már 1706. július 22-én megállapodtak, s ez vezetett az Acts of Union (az 1706-1707-es egyesülési törvények) elfogadásához, amit mind az angol, mind a skót parlament elfogadott.
A szerződés 25 cikkelyből állt.
Az 1. cikkely biztosítja, hogy az új egyesült királyságot Nagy-Britanniának nevezzék.
A 2. biztosítja a Hannover-ház trónöröklését és, hogy amint azt az angol megállapodásról szóló törvény lefektette, ez után is protestáns örökölheti csak a trónt.
A 3. megállapítja Nagy-Britannia egyetlen, egyesült parlamentjének megalapítását.
A 4 – 18. cikkek a kereskedelem, a mozgás, az adók és egyéb rendelkezések kérdését szabályozzák, hogy az új Egyesült Királyság minden alattvalója azonos elbánásban részesedjék.
A 19. cikkely biztosítja Skócia külön jogrendszerének további fennmaradását.
A 20. az öröklődő hivatalok, a rangok, az örökölhető hivatalok, az élethosszig tartó pozíciók és az élethosszig tartó illetékességnek az unió létrejöttét követő fennmaradását.
A 21. cikkely garantálja a királyi skót városok jogainak megtartását.
A 22. szakasz Skóciának 45 választott képviselői helyet és 16 felsőházi helyet adott Nagy-Britannia Parlamentjében.
A 23. cikkely kimondja, hogy a skót főnemeseknek minden rangban ugyanazon jogokat biztosítják, mint az angoloknak.
A 24. arról rendelkezik, hogy megalkotják Nagy-Britannia nagypecsétjét, mely nem ugyanaz lesz, mint Anglia nagypecsétje. Azonban az előbbi elkészültéig az utóbbit lehet használni.
A 25. cikkely pedig arról, hogy a Királyságok azon törvényei, amelyek nem férnek össze ezen megállapodás rendelkezéseivel, hatályukat veszítik.